# Jiajia (ort i Kina, Tibet Autonomous Region, lat 29,38, long 85,37)
Jiajia (kinesiska: 加加, Saga Xian, 萨噶县) är en ort i Kina. Den ligger i den autonoma regionen Tibet, i den sydvästra delen av landet, omkring 560 kilometer väster om regionhuvudstaden Lhasa. Antalet invånare är 3 242. Befolkningen består av 1 501 kvinnor och 1 741 män. Barn under 15 år utgör 20,0 %, vuxna 15-64 år 77 %, och äldre över 65 år 2,0 %.
Trakten runt Jiajia är nära nog obefolkad, med mindre än två invånare per kvadratkilometer. Närmaste större samhälle är Saga, 15,1 km väster om Jiajia. Trakten runt Jiajia består i huvudsak av gräsmarker.
Genomsnittlig årsnederbörd är 608 millimeter. Den regnigaste månaden är augusti, med i genomsnitt 125 mm nederbörd, och den torraste är november, med 8 mm nederbörd.